# Михайловское (Курбское сельское поселение)
Михайловское — село в Ярославском районе Ярославской области. Входит в состав Курбское сельское поселение (Курбский сельский округ).

## География
Расположена в окружении сельскохозяйственных полей и леса на берегу реки Пажа. Граничит с селом Новленское.

## История
В 10—12 км от Стрелки Ярославля во второй половине X — начале XI века у современного села Михайловское существовало протогородское поселение, жители которых занимались ремеслом и торговлей. Группа курганов (свыше 400 насыпей) исследовались с конца XIX века по 1961 год. Погребения содержали как трупосожжения, так и трупоположения (за Волгой). После основания укреплённого Ярославля поселение не выдержало конкуренции и исчезло.
Михайловское — родовое имение князей Щербатовых. У церкви Михаила Архангела погребены:
- Михаил Юрьевич Щербатов
- Михаил Михайлович Щербатов
- Наталия Ивановна Щербатова

## Население
| 1859 | 1989 | 2002 | 2007 | 2010 | 2022 |
| ---- | ---- | ---- | ---- | ---- | ---- |
| 170  | ↘41  | ↘25  | ↗27  | ↘26  | ↗27  |

## Инфраструктура
Имеется телятник (ОАО «Курба»).
Почтовое отделение № 150533, расположенное в селе Курба, на март 2022 года обслуживает в деревне 50 домов.

## Транспорт
Через деревню проходит автодорога «Курба — Кормилицино». В непосредственной близости расположена остановка общественного транспорта «Михайловское», обслуживаемая автобусным маршрутом № 160 «Ярославль-Главный — Иванишево/Курба».

## Достопримечательности
В селе расположена действующая Церковь иконы Божией Матери «Знамение» (1700).